# Samuel Mareschal
Samuel Mareschal, né le 22 mai 1554 à Tournai et mort en décembre 1640 à Bâle, est un compositeur et organiste wallon de la fin du XVIe siècle et du début du XVIIe siècle .

## Biographie
Samuel Mareschal est né à Tournai en 1554. Réfugié protestant, il dut se fixer à Bâle en 1576 et devint organiste de la cathédrale et professeur à l'Université de Bâle en 1577. À cette époque, Bâle devient la première ville réformée de la confédération suisse à intégrer de la musique dans le culte. Samuel Mareschal combine le Psautier réformé avec des hymnes antérieurs, pour créer des œuvres mélangeant des influences luthériennes, calvinistes et même catholiques.

## Œuvres
- Der gantz Psalter von herrn Ambrosio Lobwasser (Bâle, 1606)
- Psalmen Davids (Bâle, 1606)
- Melodiae suaves et concinnae psalmorum (Bâle, 1622)